# Parastygarctus svennevigi
Espèce
Parastygarctus svennevigi est une espèce de tardigrades de la famille des Stygarctidae.

## Publication originale
- Hansen, Kristensen & Jørgensen, 2012 : The armoured marine tardigrades (Arthrotardigrada, Tardigrada). Scientia Danica, series B Biologica, vol. 2, The Royal Danish Academy of Sciences and Letters, p. 1-91.